# 白旗
白旗於歷史上的記載、不同的地方及不同的層面，均有不同的意義。

## 功用

### 戰爭
白旗在戰爭上的功用於第一次海牙和平會議後，被詳細記載於海牙公約中，並屬於旗幟學中的廣義。它是國際社會上公認帶有保衛性的標誌，有停戰、要求協商或投降的意思。白旗在戰場上能讓敵方知道正在前來的協商人員沒有軍事裝備，有強烈要求和談的意識。手持白旗的人不應被攻擊，同樣地，也不可攻擊別人。
不適當使用白旗的事受國際法上的戰爭規條規管，會被視作戰爭罪中的不誠實罪行。歷史上有許多相關個案，包括藉手持白旗殺入敵方陣營和直接殺掉有意投降的手持白旗者。較弱的陣營在危急關頭下，會使用各式各樣的材料充當白旗，如手帕或T恤。一般來說，最簡單的白旗製作方法是把一塊白布的兩隻角綁到一支棒的頂端或中間。

### 起源
歷史記載中第一次用白旗投降的是中國東漢時期。於時期接近的羅馬帝國，塔西佗的歷史記載指出當地公元109年已經有白旗用作投降的風俗。在這之前，羅馬軍隊均是把盾牌舉高於頭以示投降。在中世紀時期，白旗的使用常出現於西歐的戰爭中，通常代表舉旗者可免受戰爭之苦：傳令官手持白色棒，囚犯及人質帽上有一張白色紙條，投降駐軍會被敵方賦予白色權杖，以便通行。

### 特例

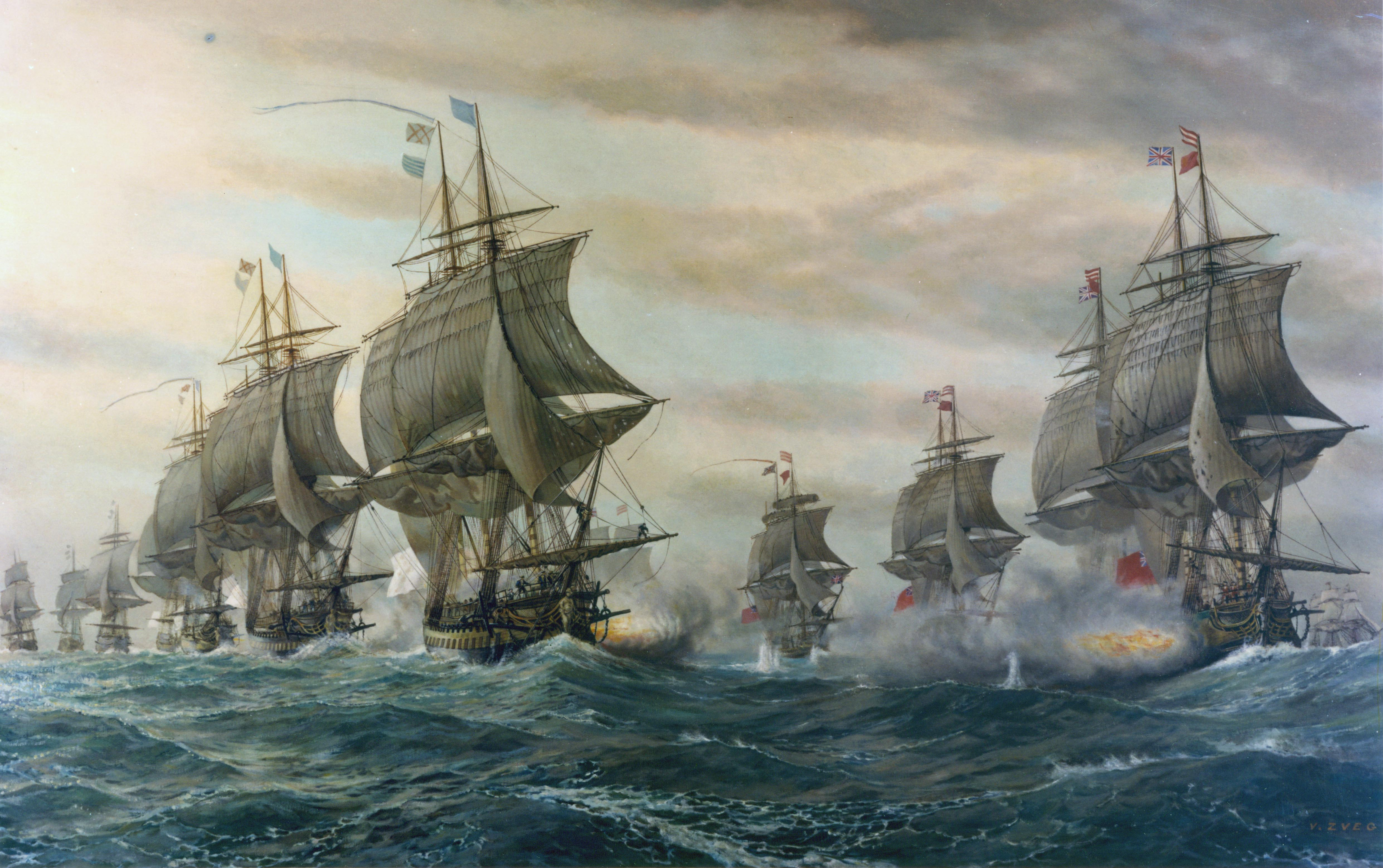
切薩皮克灣海戰中懸掛的白色海軍旗的法國戰艦 (左)

- 1502年，印度王子委派了有一支綁上白布的棒的使者，向當時的探險家華士古達伽馬表示他們是和平的。[2]
- 日本源平合戰（1180–1185），源氏族群舉起白色軍旗作戰。由於日後的征夷大將軍都是源氏族群，白色軍旗一直用至1868年的德川幕府大政奉還。
- 烏邁耶王朝（661年–750年）曾用白旗來紀念穆罕默德的一場聖戰，亦代表他們和掛著黑旗的阿巴斯王朝截然不同。這支旗帶有悲傷的意思，後來成為泛阿拉伯顏色之一。
- 於法國舊制度中，皇家旗是白色的，間中會加入百合花飾和聖靈標誌。白旗的象徵後來亦用在戰場上，如掛在風帆戰列艦之上或當作絲巾綁在頸上，用以辨認來自法國的同伴。1794年，法國大革命爆發，白色成為新旗幟的三色之一，主要是代表人民曾爭取君主立憲制，保留一部分皇室管治，儘管最終爭取的應當是共和國體制。大革命後期，就一度有白旗代表弒君之意。
- 阿富汗內戰中，塔利班使用了白旗作象徵。1996年，阿富汗伊斯蘭酋長國於喀布爾成立，白旗成為他們的國旗，象徵「純潔的信賴和政府」。1997年以後，旗上加了清真言。
- 反對共產主義者和社會主義的人曾為對抗那些帶著紅旗的支持者，揮動白旗戰鬥，如俄國內戰的白軍。
- 辛亥革命時，白旗作為浙江光復的代表旗幟。

## 宗教
基督教以一支底色為白色的旗作為代表。白旗作為投降的意思，亦可視為參照聖經所記載耶穌與世無爭和為世人犧牲的事蹟。
在佛教國家，白旗有悲傷哀悼的意思。

## 賽車
在國際汽聯旗下赛事中，白旗警告赛车手前面有速度緩慢的賽車。在非國際汽聯賽事（尤其是 NASCAR）中，它則是工作人員在起點塔為車手作最後一圈的提醒。為免誤會，該旗一般會指向領先車手。
另外，車手擁有一支小白旗，在意外時揮動以表示自己沒有受傷。

## 藝術

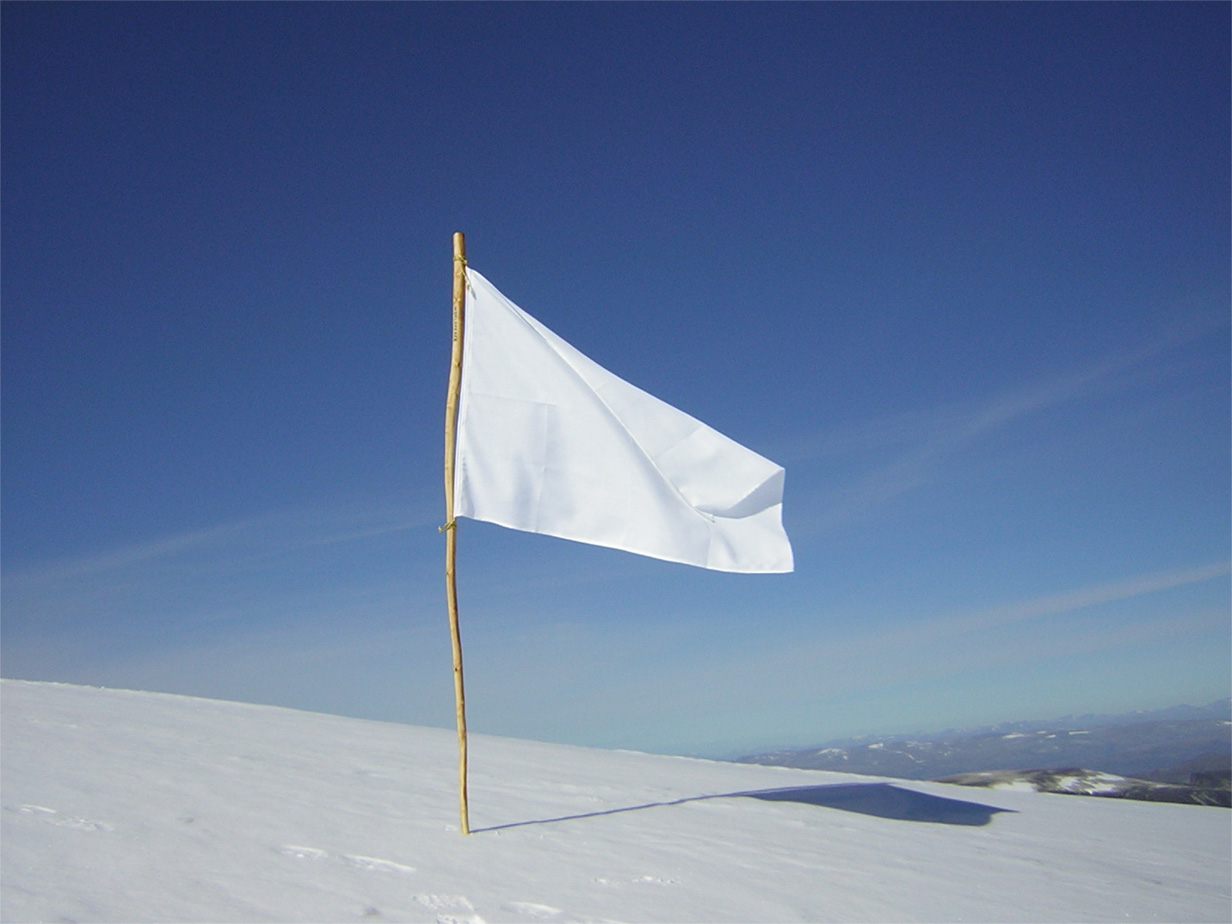
南極上的白旗

白色本身帶有純潔的感覺，所以有不少藝術家充分運用白旗無垢的象徵創作。